# Cailloma lucidula
Cailloma lucidula är en nattsländeart som först beskrevs av Georg Ulmer 1909.  Cailloma lucidula ingår i släktet Cailloma och familjen Hydrobiosidae. Inga underarter finns listade i Catalogue of Life.

## Bildgalleri

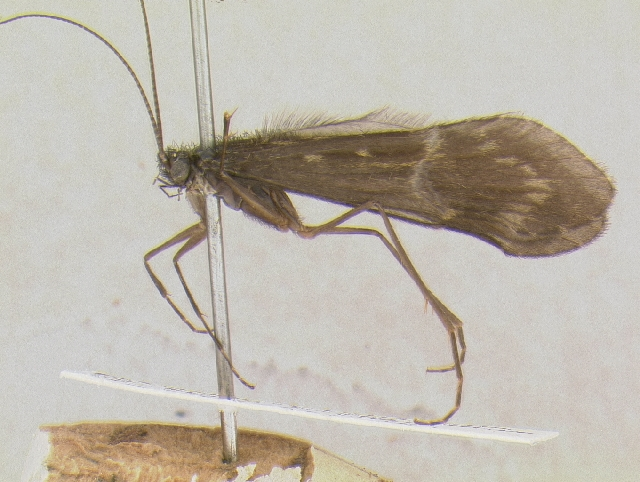